# Metopina vanharteni
Metopina vanharteni är en tvåvingeart som beskrevs av Ronald Henry Lambert Disney 2006. Metopina vanharteni ingår i släktet Metopina och familjen puckelflugor. Inga underarter finns listade i Catalogue of Life.